# Nazionalismo cattolico
Il nazionalismo cattolico è una dottrina e un movimento politico nazionalista e cattolico fondato nella filosofia tomista, la dottrina sociale della Chiesa e il cattolicesimo sociale.

## Dottrina
- In generale le sue posizioni coincidono con quelle della Chiesa cattolica. E, in particolare, con la visione sociale e politica dei Papi Leone XIII, San Pio X, Pio XI, Pio XII e Giovanni XXIII.[3]
- Valuta positivamente il retaggio greco-latino e l'influenza della Chiesa nella storia.
- È giusnaturalista.
- Sostiene che la vita umana avvia durante la concezione, per questo rifiuta l'aborto.[4]
- Ha una concezione tradizionale della famiglia, per questo si oppone al divorzio vincolare e al matrimonio tra persone dello stesso sesso.[5][6]
- Riconosce e difende il diritto alla proprietà privata, nel marco della dottrina sociale della Chiesa.[7]
- Proclama enfaticamente i principi di supremazia del bene comune e di sottomissione dello Stato.
- Anche se è "accidentalista" in materia politica, preferisce un governo "forte" all'anarchia.
- Non nasconde la sua critica per il sistema democratico liberale in generale e la forma della partitocrazia in particolare, considerandola come una corruzione nella gestione del bene comune, generatrice di tirannia e anarchia e di caos sociale, nonché un mezzo che porta a qualsiasi forma di degenerazione sociale.[8]
- Favorisce l'esistenza di società intermedie (vedere gremialismo).
- Propizia un corporativismo orizzontale.[9]
- Dichiara la sua preferenza per le forme miste di governo, nelle quali trovino presenti e garantiti l'autorità e l'unità politica, il merito e la rappresentazione popolare societaria.
- È anticomunista.[10]
- Si oppone al relativismo morale e alla laicità.[11]
- È sostenitore della possibilità di insegnamento religioso nelle scuole (o di mantenerlo in quei paesi in cui è già praticato).
- Nel periodo tra le guerre, alcuni nazionalisti cattolici hanno considerato la possibilità che altri movimenti nazionalisti (come il fascismo) potessero essere alleati congiunti contro il comunismo.[12]
- Alcuni nazionalisti cattolici hanno criticato il sionismo.
- Non esiste nel nazionalismo cattolico niente simile alla dottrina razziale del nazionalsocialismo.[13] Qualsiasi dubbio sarebbe assurdo, da quando Papa Pio XI "condannasse il nazionalsocialismo nell'enciclica Mit brennender Sorge, diretta all'episcopato tedesco nel corso dell'anno 1937" e che ha avuto importante ripercussione.[14] Per esempio, Meinvielle considerava che il fascismo costituiva la traduzione politica del panteismo hegeliano e anche, seguendo gli insegnamenti del documento, caratterizzava al nazionalsocialismo come un movimento culturale formalmente precristiano e essenzialmente pagano, nella sua pretesa di ricreare i miti nordici delle antiche divinità germaniche.[15] Il nazionalismo cattolico segue gli insegnamenti della Chiesa anche in questo aspetto.[16]
- Non ha nessuna relazione con il separatismo.
- Solitamente sostiene una posizione vicina al tradizionalismo cattolico.
- Allo stato attuale, non si definiscono nazionalisti cattolici, poiché il nazionalismo come ideologia, inteso come esaltazione del proprio di fronte a ciò che è estraneo, è rifiutato dalla Chiesa, osteggiato dalla virtù cristiana del patriottismo, che obbliga al servizio della comunità.[17]

## Nazionalismo cattolico in Argentina

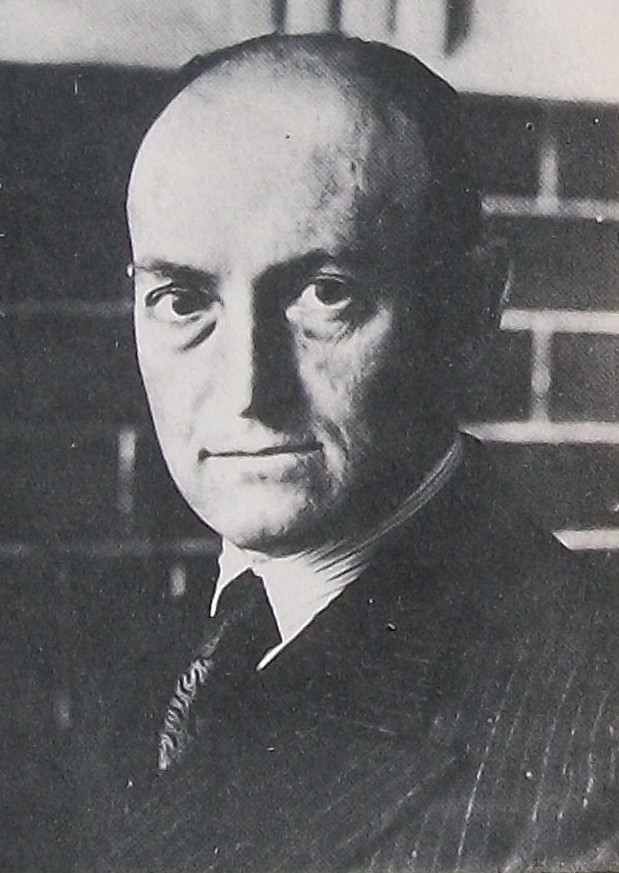
Hugo Wast (Gustavo Adolfo Martínez Zuviría).

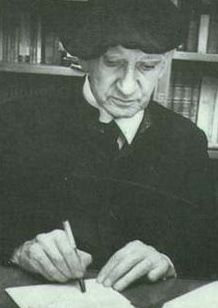
Padre Leonardo Castellani (1899-1981), uno degli ispiratori del nazionalismo cattolico argentino.

I suoi principali referenti furono i sacerdoti cattolici Julio Meinvielle e Leonardo Castellani, e i filosofi Jordán Bruno Genta e Carlos Alberto Sacheri. Anche lo scrittore e politico argentino Gustavo Martínez Zuviría, anche conosciuto per il suo pseudonimo Hugo Wast.
Nell'attualità esiste un Gruppo di Ricerca Carlo A. Sacheri, che ha pubblicato il libro La prima guerra del Secolo XX argentino.
L'Unione Federale Democratica Cristiana fu un partito integrato in settori nazionalcattolici e democristiani.
I dittatori José Félix Uriburu (dall'8 settembre 1930 al 20 febbraio 1932), Pedro Pablo Ramírez (dal 7 giugno 1943 al 25 febbraio 1944) e Juan Carlos Onganía (dal 29 giugno 1966 all'8 giugno 1970) principalmente e alcuni altri presidenti di fatto sono stati vincolati con il nazionalismo cattolico.
La figura di Juan Domingo Perón sveglia polemica tra i nazionalisti cattolici argentini, poiché un settore lo rivendica, mentre un altro lo ripudia al considerarlo responsabile dell'Incendio delle chiese del 16 giugno 1955, permettere l'apertura di stabilimenti per svolgere la prostituzione e la sanzione della Legge Nº 14.394, il cui articolo 31 include il divorzio. Anche l'ha considerato appartenente alla massoneria.
Il suo principale mezzo di diffusione è la Rivista Cabildo, attualmente diretta da Antonio Caponnetto, con una segnata linea editoriale xenofoba e antisemita.
Dal 1988 al 2010 esistette un partito nazionalista cattolico chiamato Movimento per la Dignità e l'Indipendenza (MODIN) e nell'attualità, dal 1996 il Partito Popolare della Ricostruzione si considera nazionalista cattolico.

## Nazionalismo cattolico in Cile
Intellettuali importanti del nazionalismo cattolico furono il sacerdote Osvaldo Lira e Juan Antonio Widow.

## Nazionalismo cattolico in Colombia
Il nazionalismo cattolico fu caratterizzato da Laureano Gómez negli anni 1930-1946.

## Nazionalismo cattolico in Costa Rica
Il nazionalismo e il cattolicesimo erano parti importanti della dottrina politica del caudillo e presidente Rafael Ángel Calderón Guardia negli anni 40 (conosciuta come calderonismo). Sergio Villena Fiengo "Il componente cattolico si è sommato al “nazionalismo etnico metafisico” (Jiménez, 2002), secondo il quale l'identità nazionale ha come “essenza” alla razza bianca, l'altopiano centrale, la democrazia rurale, la semplicità e umiltà dei contadini poveri e l'attaccamento ai valori della pace".

## Nazionalismo cattolico a Cuba
Dal 1844, il Diario del Mattino, fedele agli ideali cattolici, aveva per principi «Dio, Patria, Casa». Nel 1959 le sue installazioni furono espropriate dal governo rivoluzionario capeggiato da Fidel Castro.

## Nazionalismo cattolico in Spagna

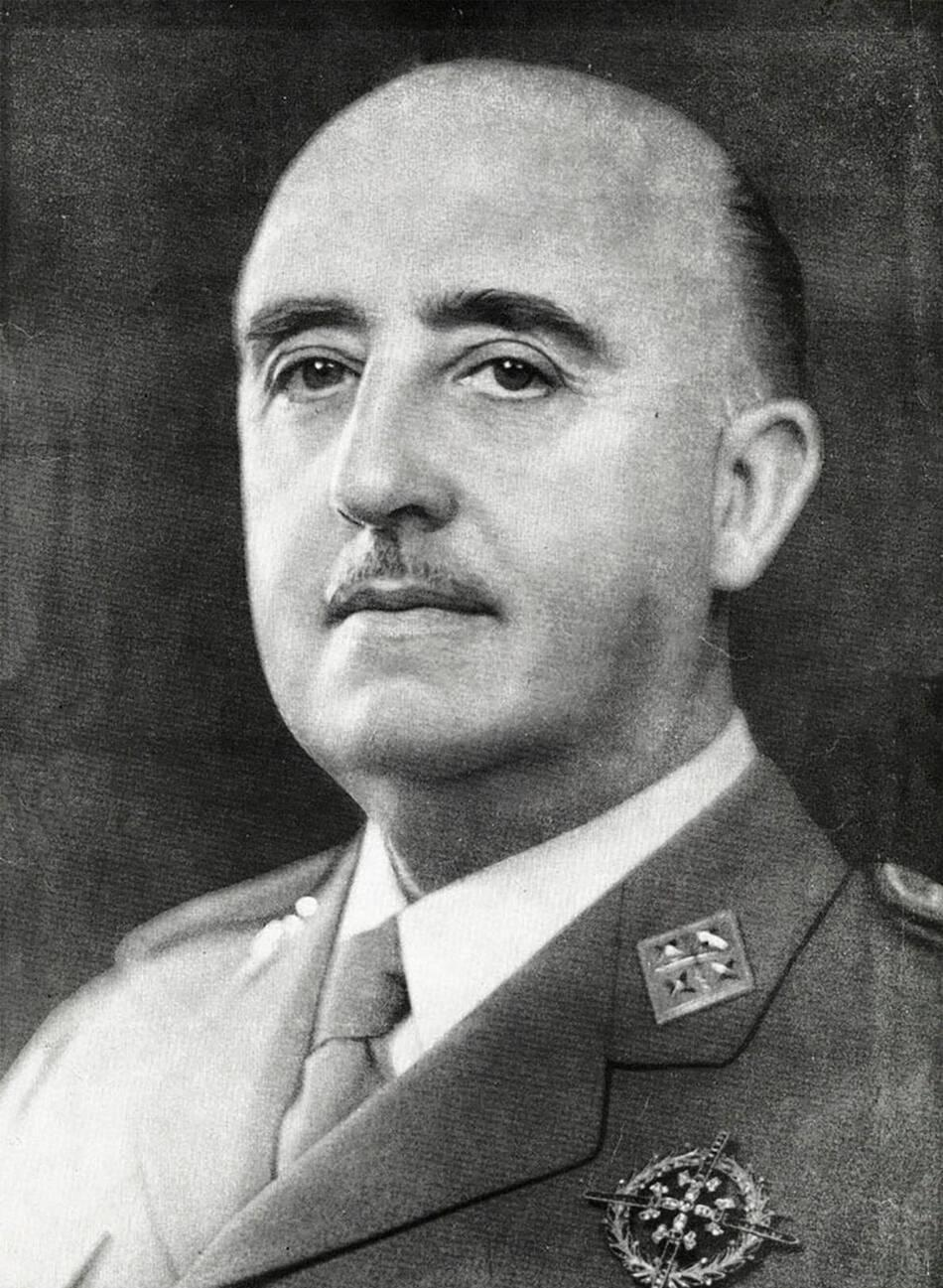
Francisco Franco.

In Spagna il nazionalismo cattolico è denominato nacionalismo católico, in grande misura vincolato al franchismo, regime autoritario caratterizzato dal nazionalismo spagnolo, l'anticomunismo e il cattolicesimo.
Ciò nonostante, il Partito Nazionalista Basco alle origini si trovava prossimo al nazionalismo cattolico, anche se, nell'attualità, si autodefinisce come aconfessionale.

## Nazionalismo cattolico in Messico
Il nazionalismo cattolico in Messico è stato rappresentato da raggruppazioni politiche e partiti di destra e centro-destra come il Partito Cattolico Nazionale, l'Unione Nazionale Sinarchista che ha tra le sue molteplici ispirazioni i movimenti fascisti europei del periodo pre-guerra, specialmente alla FE de las JONS, e il Partito Democratico Messicano, nell'attualità ha come massimo esponente il settore più dottrinario del Partito Azione Nazionale, partito fondato negli anni trenta del secolo scorso, franchista alle sue origini, con un forte componente di integralismo cattolico, che durante i decenni combatté per vincere contro le candidature del PRI, ottenendo la vittoria nelle elezioni presidenziali dell'anno 2000 quando venne giù il sistema priista. I suoi principi difendono il nazionalismo ispanico in Messico e la dottrina sociale cristiana.

## Nazionalismo cattolico a Porto Rico
Il nazionalismo cattolico a Porto Rico è stato rappresentato principalmente dal Partito Nazionalista Portoricano di Pedro Albizu Campos.

## Critiche
A differenza della gerarchia ecclesiastica cattolica, i nazionalisti cattolici non si lamentano pubblicamente delle azioni di alcuni fedeli cattolici nel passato, come le condanne inquisitorie per eresia.